# Општина Будила (Брашов)
Будила (рум. Budila) општина је у Румунији у округу Брашов.
Oпштина се налази на надморској висини од 559 m.